# Cryptosyringida
Super-classe
Cryptosyringida est une super-classe obsolète d'échinodermes.

## Caractéristiques
Cette super-classe regroupait tous les échinodermes éleuthérozoaires actuels à l'exclusion des étoiles de mer (Asteroidea). Le caractère discriminant était le fait que chez les classes des oursins, ophiures et holothuries, pendant le développement les nerfs et canaux radiaires sont recouverts par du tissu, contrairement aux étoiles. Ce groupe a été proposé par Andrew Smith en 1984, mais a été contredite par la plupart des analyses génétiques plus récentes, 
Le groupe des Cryptosyringida est donc désormais considéré comme obsolète par de nombreuses taxinomies modernes (comme le sous-embranchement des Eleutherozoa), et notamment par le World Register of Marine Species (qui ne divise pas les échinodermes en super-classes).

## Liste des classes
Selon ITIS (1 mai 2010) :
- Echinoidea Leske, 1778
- Holothuroidea de Blainville, 1834
- Ophiuroidea Gray, 1840

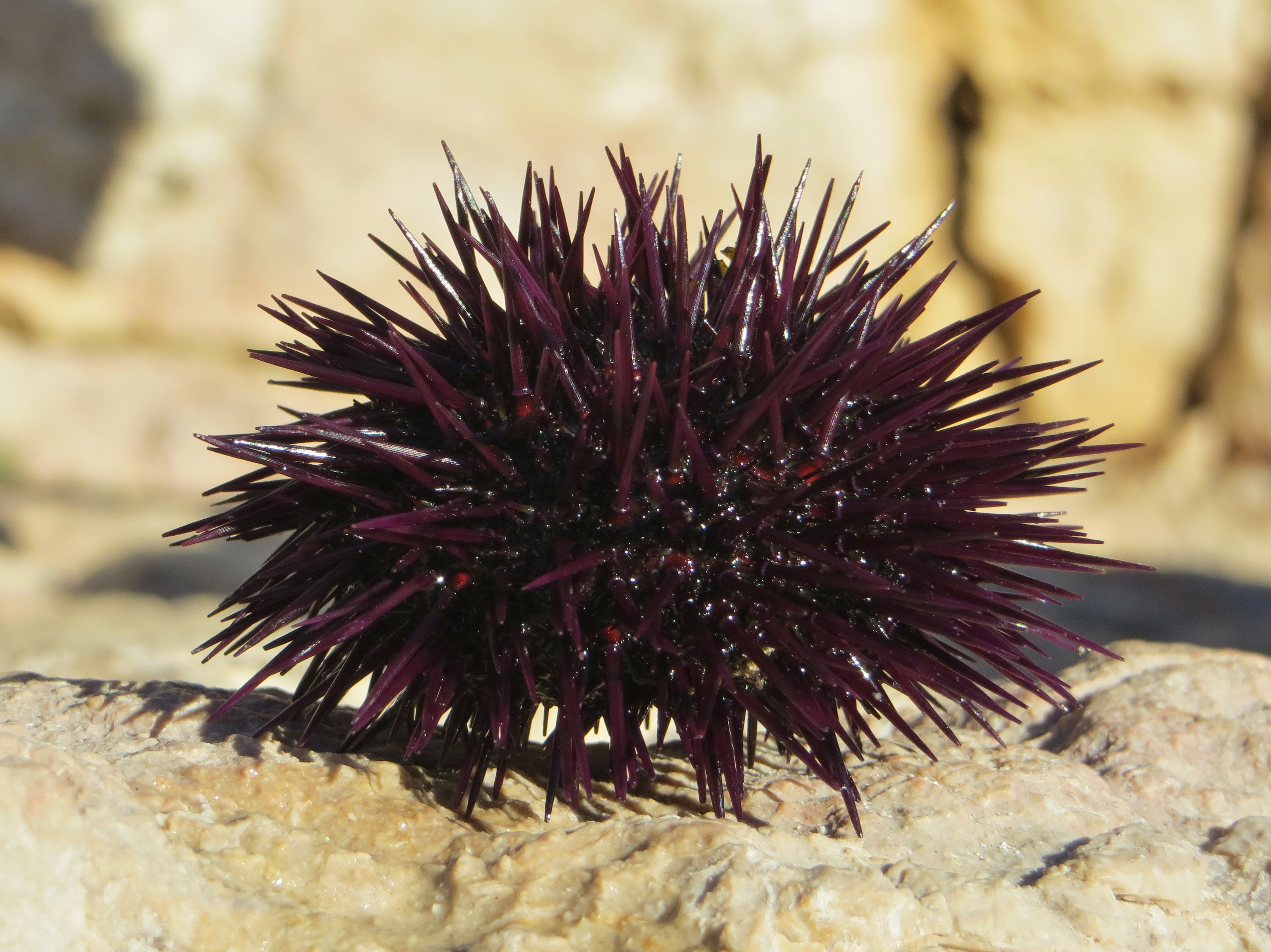
Un oursin.
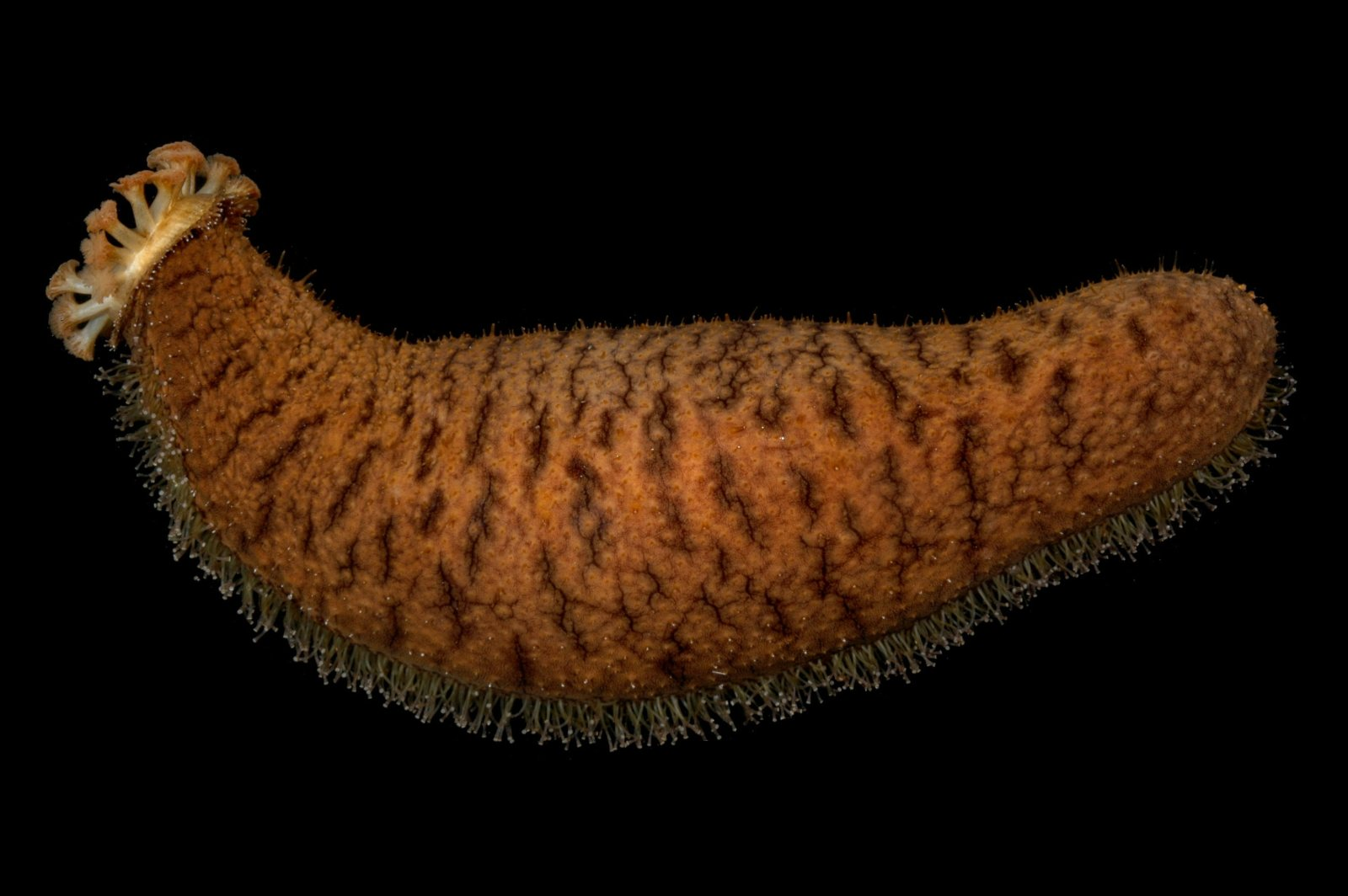
Un concombre de mer.
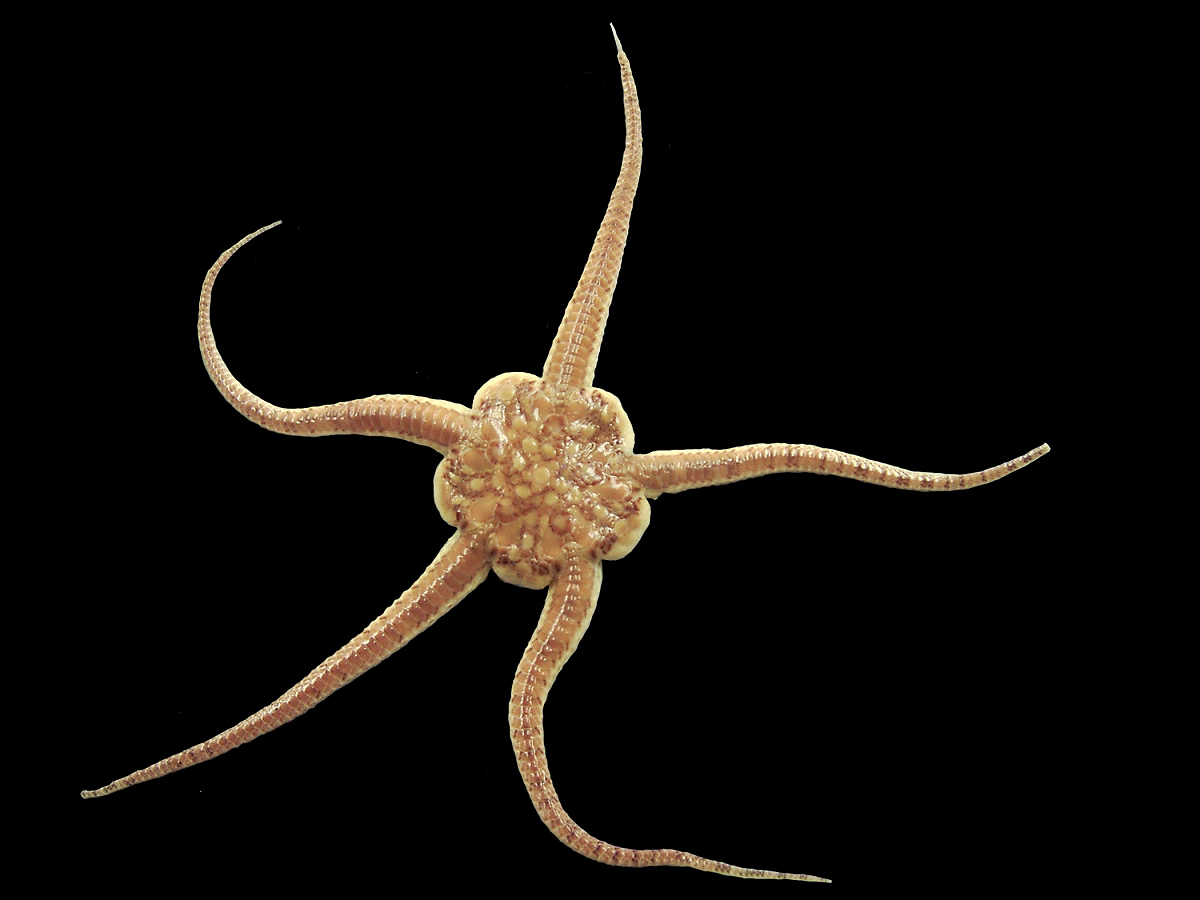
Une ophiure.